# 에드 스미스 스타디움
에드 스미스 스타디움(Ed Smith Stadium)은 미국 플로리다주 새러소타에 위치한 야구장이다. MLB 볼티모어 오리올스의 스프링 트레이닝 장소이며, 과거에는 신시내티 레즈와 시카고 화이트삭스도 스프링 트레이닝 장소 사용했다.